# Turlina
Turlina é um gênero de traça pertencente à família Arctiidae.